# Aracnofobia (filme)
Aracnofobia (em inglês:  Arachnophobia) é um filme de 1990 norte-americano de terror dirigido por Frank Marshall e estrelando Jeff Daniels e John Goodman. 
O filme conta a história da família de um médico que decide se mudar para o interior, sendo que em sua casa começam a surgir aranhas, e mortes começam a acontecer. O médico, Dr. Ross, era aracnofóbico. O que se passa na cidade pode ser a solução para ele acabar com o medo que o persegue desde a infância. 
O filme foi a estréia de Frank Marshall, produtor de vários filmes de Steven Spielberg, como diretor. As aranhas utilizadas no filme vieram da Nova Zelândia e eram inofensivas aos atores. O filme estreou em 1990.

## Elenco
| Ator                    | Papel                            |
| ----------------------- | -------------------------------- |
| Jeff Daniels            | Dr. Ross Jennings                |
| John Goodman            | Delbert McClintock               |
| Harley Jane Kozak       | Molly Jennings                   |
| Julian Sands            | Dr. James Atherton               |
| Brian McNamara          | Chris Collins                    |
| James Handy             | Milton Briggs                    |
| Peter Jason             | Henry Beechwood                  |
| Henry Jones             | Dr. Sam Metcalf                  |
| Kathy Kinney            | Blaire Kendall                   |
| Roy Brocksmith          | Irv Kendall                      |
| Cori Wellins            | Becky Beechwood                  |
| Stuart Pankin           | Sheriff Lloyd Parsons            |
| Frances Bay             | Evelyn Metcalf                   |
| Garette Patrick Ratliff | Tommy Jennings                   |
| Marlene Katz            | Shelley Jennings                 |
| Jane Marla Robbins      | Edna Beechwood                   |
| Theo Schwartz           | Bunny Beechwood                  |
| Chance Boyer            | Bobby Beechwood                  |
| Mary Carver             | Margaret Hollins                 |
| Nathaniel Spitzley      | Todd Miller                      |
| Mark L. Taylor          | Jerry Manley                     |
| Lois De Banzie          | Henrietta Manley                 |
| Warren Rice             | Dick Manley                      |
| Robert Frank Telfer     | Prefeito Bob                     |
| Michael Steve Jones     | Assistente de Irv                |
| Fiona Walsh             |                                  |
| Terese Del Piero        |                                  |
| Nathaniel Spitzley      | Todd Miller                      |
| Jay Scorpio             |                                  |
| Mai-Lis Kuniholm        |                                  |
| Robert Zajonc           |                                  |
| Juan Fernández          | Miguel Higueras (não creditado)  |
| Brandy Norwood          | Brandy Beechwood (não creditada) |

## Trilha Sonora
1. Blue Eyes Are Sensitive to the Light - Sara Hickman
2. Atherton's Terrarium (Score)
3. Arachnophobia - Brent Hutchins
4. Miller's Demise (Score)
5. Spiders and Snakes (Score)
6. Off Spring (Score)
7. Boris the Spider (Score)
8. Delbert Squishes the Spider (Score)
9. Spider and the Fly (Score)
10. Web Photo (Score)
11. Caught in Your Web (Swear to Your Heart) - Russell Hitchcock
12. Main Title (Score)
13. Don't Bug Me - Jimmy Buffett
14. Casket Arrives (Score)
15. Delbert's Theme - Tony Bennett
16. Canaima Nightmare - Poorboys
17. Along Came a Spider (Score)
18. Cellar Theme - The Party
19. End Title (Score)
20. I Left My Heart in San Francisco - Tony Bennett

Sons não incluídos na trilhas
- Summer Wind - Frank Sinatra
- Goin' Ahead - Pat Metheny

## Versão para videogame
Uma versão para Video game de Arachnophobia foi lançada em 1991, para Amiga, Amstrad CPC, Commodore 64 e DOS.